# 冀中1942年春季战役
冀中1942年春季战役，中国亦称冀中1942年春季反“扫荡”，是中国抗日战争中中日双方发生的战役。国民革命军第十八集团军攻克据点10余处，彻底破坏了沧石公路和平？公路。